# Cappella Reale dei Savoy
La Cappella Reale dei Savoia (in inglese: Savoy Chapel) è un luogo di culto anglicano e una cappella reale (o cappella palatina), situato nei pressi The Strand, Londra.

## Storia
Dedicata a San Giovanni Battista, fu costruita nella metà del XVI secolo e appartiene alla chiesa d'Inghilterra, è destinato ad uso privato del re del Regno Unito in termini del ducato di Lancaster.